# Pereña de la Ribera
Pereña de la Ribera – gmina w Hiszpanii, w prowincji Salamanka, w Kastylii i León, o powierzchni 48,82 km². W 2011 roku gmina liczyła 434 mieszkańców.